# Weyl-Algebra
Die Weyl-Algebra bezeichnet in der abstrakten Algebra eine nichtkommutative algebraische Struktur, die Differentialoperatoren mit polynomialen Koeffizienten beschreibt. Es handelt sich um eine assoziative Algebra mit nicht-kommutativer Struktur, in der Variablen und Ableitungen festen Vertauschungsregeln folgen. Sie ist nach dem Physiker Hermann Weyl benannt, der sie zur Untersuchung der Heisenbergschen Unschärferelation in der Quantenmechanik einführte.

## Weyl-Algebra
Die {\displaystyle n}-te Weyl-Algebra {\displaystyle A_{n}} ist eine Algebra über einem Körper {\displaystyle K}, die von den Erzeugern {\displaystyle x_{1},\dots ,x_{n}} und {\displaystyle \partial _{1},\dots ,\partial _{n}} mit den Relationen
{\displaystyle [\partial _{i},x_{j}]=\delta _{ij},\qquad [\partial _{i},\partial _{j}]=0,\qquad [x_{i},x_{j}]=0,\qquad } für {\displaystyle i,j=1,\dots ,n}
erzeugt wird. Dabei bezeichnet {\displaystyle [a,b]:=ab-ba} den Kommutator und {\displaystyle \delta _{ij}} das Kronecker-Delta.
Es handelt sich um eine nicht-kommutative Algebra, denn
{\displaystyle [\partial _{i},x_{j}]=\delta _{ij}\implies \partial _{i}x_{j}=x_{j}\partial _{i}+\delta _{ij}.}
Man sagt {\displaystyle x_{i}} und {\displaystyle x_{j}} (respektive {\displaystyle \partial _{i}} und {\displaystyle \partial _{j}}) kommutieren, da {\displaystyle [x_{i},x_{j}]=0}.
Die erste Weyl-Algebra {\displaystyle A_{1}} wird durch zwei Elemente {\displaystyle x} und {\displaystyle \partial } mit der Relation
{\displaystyle [\partial ,x]=\partial x-x\partial =1}
erzeugt. Es gilt außerdem {\displaystyle A_{0}=K}.

### Algebra der Differentialoperatoren
Bis jetzt wurden den Erzeugern {\displaystyle x_{1},\dots ,x_{n}} und {\displaystyle \partial _{1},\dots ,\partial _{n}} noch keine Interpretation gegeben und sie wurden als rein abstrakte Symbole betrachtet. Wenn die Charakteristik von {\displaystyle K} aber Null ist, wie es bei {\displaystyle \mathbb {R} } oder {\displaystyle \mathbb {C} } der Fall ist, dann lassen sich diese Symbole als konkrete Operationen auf dem Polynomring {\displaystyle K[x_{1},\dots ,x_{n}]} auffassen. Dabei ist {\displaystyle x_{i}} die "Multiplikation mit der Variable {\displaystyle x_{i}}" und {\displaystyle \partial _{i}:={\frac {\partial }{\partial x_{i}}}} die "partielle Ableitung nach {\displaystyle x_{i}}". In dieser Darstellung wird die Weyl-Algebra zur Algebra der Differentialoperatoren mit polynomialen Koeffizienten und endlicher Ordnung. Deshalb sei nun fortan {\displaystyle \operatorname {char} (K)=0}.

#### Die erste Weyl-Algebra
Die erste Weyl-Algebra {\displaystyle A_{1}} auf dem Polynomring {\displaystyle K[x]} lässt sich wie folgt verstehen, ein {\displaystyle a\in A_{1}} ist ein Differentialoperator und ein endlicher Ausdruck der Form
{\displaystyle a=\sum _{i,j\geq 0}c_{ij}x^{i}\partial ^{j}}
mit Koeffizienten {\displaystyle c_{ij}\in K} und nur endlich vielen {\displaystyle c_{ij}\neq 0}, wobei {\displaystyle \partial ^{j}:={\tfrac {d^{j}}{dx^{j}}}}. In anderen Worten hat jedes {\displaystyle a\in A_{1}} eine eindeutige Darstellung der Form
{\displaystyle a=\sum \limits _{i=0}^{m}f_{i}(x)\partial ^{i}}
wobei {\displaystyle f_{i}(x)\in K[x]} ein Polynom ist.
Beispiele für Elemente von {\displaystyle A_{1}} sind die Differentialoperatoren
{\displaystyle a=5\partial ^{2}+(3x^{2}+x)\partial -2x\quad } und {\displaystyle \quad b={\tfrac {1}{2}}(\partial ^{2}+\partial ).}

#### Die n-te Weyl-Algebra
Sei {\displaystyle A_{n}} die n-te Weyl-Algebra, dann ist ein {\displaystyle a\in A_{n}} ein endlicher Ausdruck der Form
{\displaystyle a=\sum _{i_{1},\dots ,i_{n}}\sum _{j_{1},\dots ,j_{n}}c_{i_{1},\dots ,i_{n},j_{1},\dots j_{n}}x_{1}^{i_{1}}\cdots x_{n}^{i_{n}}\partial _{1}^{j_{1}}\cdots \partial _{n}^{j_{1}}}
oder mit Multiindex-Schreibweise
{\displaystyle a=\sum _{i,j\in \mathbb {N} _{0}^{n}}c_{ij}x^{i}\partial ^{j}}
wobei {\displaystyle x^{i}:=x_{1}^{i_{1}}\cdots x_{n}^{i_{n}}} und {\displaystyle \partial ^{j}:=\partial _{1}^{j_{1}}\cdots \partial _{n}^{j_{n}}} und {\displaystyle \partial _{s}^{j}:={\frac {d^{j}}{dx_{s}^{j}}}}.

### Erläuterungen
Anstelle von Differentialoperatoren werden für die Weyl-Algebra auch die abstrakteren Derivationen verwendet. Die n-te Weyl-Algebra {\displaystyle A_{n}} ist isomorph zum Tensorprodukt von {\displaystyle n} Kopien der ersten Weyl-Algebren {\displaystyle A_{1}\otimes A_{1}\otimes \cdots \otimes A_{1}}

### Zusammenhang mit Lie-Algebren
Weyl-Algebren spielen eine zentrale Rolle in der Darstellungstheorie nilpotenter Lie-Algebren. Sei {\displaystyle {\mathfrak {n}}} eine nilpotente Lie-Algebra über dem Körper {\displaystyle K} mit {\displaystyle \operatorname {char} (K)=0} und {\displaystyle U({\mathfrak {n}})} ihre universelle einhüllende Algebra. Sei nun {\displaystyle I} ein Primideal in {\displaystyle U({\mathfrak {n}})}, dann gilt
{\displaystyle \left(U({\mathfrak {n}})/I\right)\otimes _{Z}F\cong A_{n}(F),}
wobei
- {\displaystyle Z} das Zentrum von {\displaystyle \left(U({\mathfrak {n}})/I\right)},
- {\displaystyle F} der Quotientenkörper von {\displaystyle Z},
- {\displaystyle A_{n}(F)} die n-te Weyl-Algebra über {\displaystyle F}

ist.

## Dixmier-Problem und die Dixmier-Vermutung
Jacques Dixmier veröffentlichte 1968 sechs grundlegende Fragestellungen zur Weyl-Algebra, wovon einige heute beantwortet sind. Die erste Frage, ob jeder Endomorphismus der ersten Weyl-Algebra {\displaystyle \varphi :A_{1}\to A_{1}} auch ein Automorphismus ist, wird als Dixmier-Vermutung bezeichnet und mit {\displaystyle DV(1)} notiert. Sie ist bis heute ungelöst und ebenso ihre Verallgemeinerung auf die n-te Weyl-Algebra, welche mit {\displaystyle DV(n)} notiert sei, wobei {\displaystyle DV(n)} auch {\displaystyle DV(1)} bis {\displaystyle DV(n-1)} impliziert.
Das dritte und sechste Problem wurden 1975 von Anthony Joseph gelöst und das fünfte Problem 2005 von Wladimir Bavula. Die restlichen drei Probleme (I, II und IV) sind weiterhin offen.